# Марк Херений Пицен
Марк Херений Пицен (на латински: Marcus Herennius Picens) e политик на късната Римска република.

## Биография
Произлиза от клон Пицен на плебейската фамилия Херении, самнити от Кампания. Неговото когномен показва, че идва от Пиценум.
През 34 пр.н.е. е избран за суфектконсул. Започва службата си от 1 ноември за два месеца. Консули тази година са Октавиан и Павел Емилий Лепид.